# Goniosema

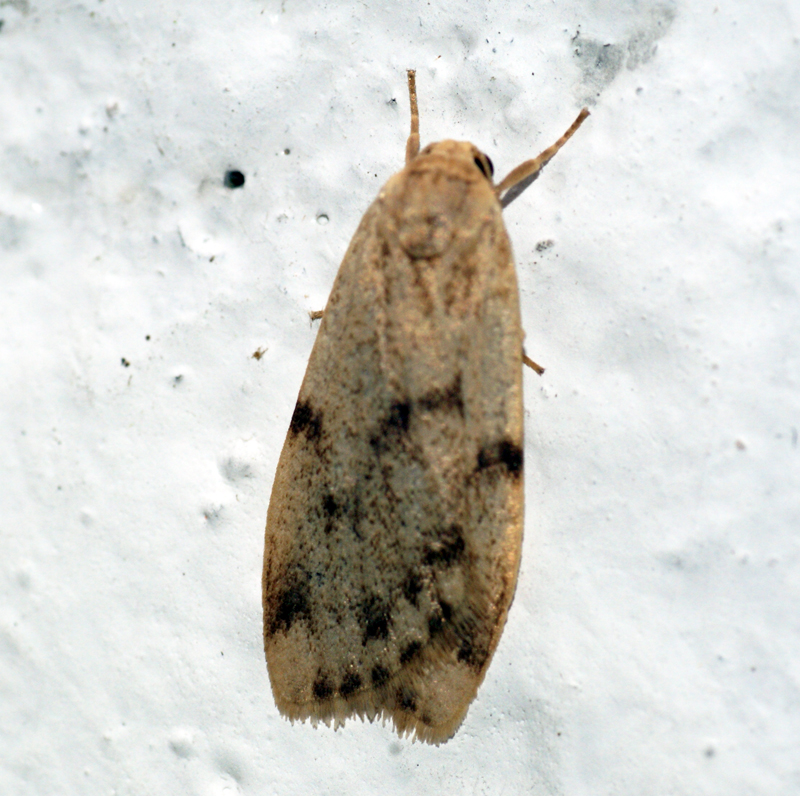
Traça do gênero Goniosema fotografada na Tailândia.

Goniosema é um gênero de traça pertencente à família Arctiidae.